# E-Boks
Die E-Boks A/S ist ein dänisches Unternehmen, das allen Personen in Dänemark ein elektronisches Postfach anbietet. Das Produkt des Unternehmens heißt e-Boks und ist eine in Dänemark entwickelte Webanwendung, die ursprünglich als Plattform für sichere, digitale Post für Privatpersonen, Unternehmen und Behörden eingeführt wurde. Die Funktionalität von e-Boks wurde kontinuierlich erweitert, so dass die Plattform heute – neben der digitalen Post – auch für z. B. die Zwei-Wege-Kommunikation, digitale Signaturen und das Online-Bezahlen genutzt werden kann. Nutzer haben auch die Möglichkeit, eigene Dokumente und Bilder per Upload zu speichern.
e-Boks wird beispielsweise von Banken, Pensionskassen, Versicherungen, Lohnvermittlern und anderen Absendern genutzt, die sich für die Digitalisierung ihrer Kundenkommunikation entschieden haben – zum Beispiel durch den Versand von Kontoauszügen, Jahresabschlüssen, Gehaltsabrechnungen oder anderer laufender Kommunikation. Behörden verwenden digitale Post z. B. für SU-Benachrichtigungen, Einladungen zu Fahrzeuginspektionen, Einladungen zu Untersuchungen und Behandlungen in Krankenhäusern, Nachrichten von Udbetaling Danmark usw. Die Dokumente werden den Nutzerinnen und Nutzern in der Regel im PDF-Format zur Verfügung gestellt.
Die Identifizierung des einzelnen Empfängers erfolgt in e-Boks eindeutig anhand der CPR-Nummer (für Privatpersonen) bzw. CVR-Nummer (für Unternehmen). Privatnutzer können per Login mit NemID auf e-Boks zugreifen. Seit dem 1. November 2014 ist es für alle Bürger in Dänemark ab 15 Jahren verpflichtend, digitale Post vom öffentlichen Sektor empfangen zu können. Benutzer können wählen, ob sie die E-Mail entweder über borger.dk oder über e-boks.dk erhalten möchten. Für dänische Unternehmen ist es auch obligatorisch, digitale Post vom öffentlichen Sektor empfangen zu können, entweder über virk.dk oder e-boks.dk. Bürger, die besondere Kriterien erfüllen, können jedoch eine Befreiung vom Empfang digitaler Post beantragen.
Das System wurde ursprünglich im Jahr 2000 von KMD (Produktmanager Henrik Traborg und Produktmanager Flemming Hansen) entwickelt. KMD war bis März 2009 Teil der Eigentümergemeinschaft. Heute ist e-Boks A/S ein unabhängiges Unternehmen, das sich zu gleichen Teilen im Besitz von Nets und PostNord befindet.
Mittlerweile wird das Postfach von E-Boks auch in Schweden, Norwegen und Irland angeboten.